# Franz Georg Lock

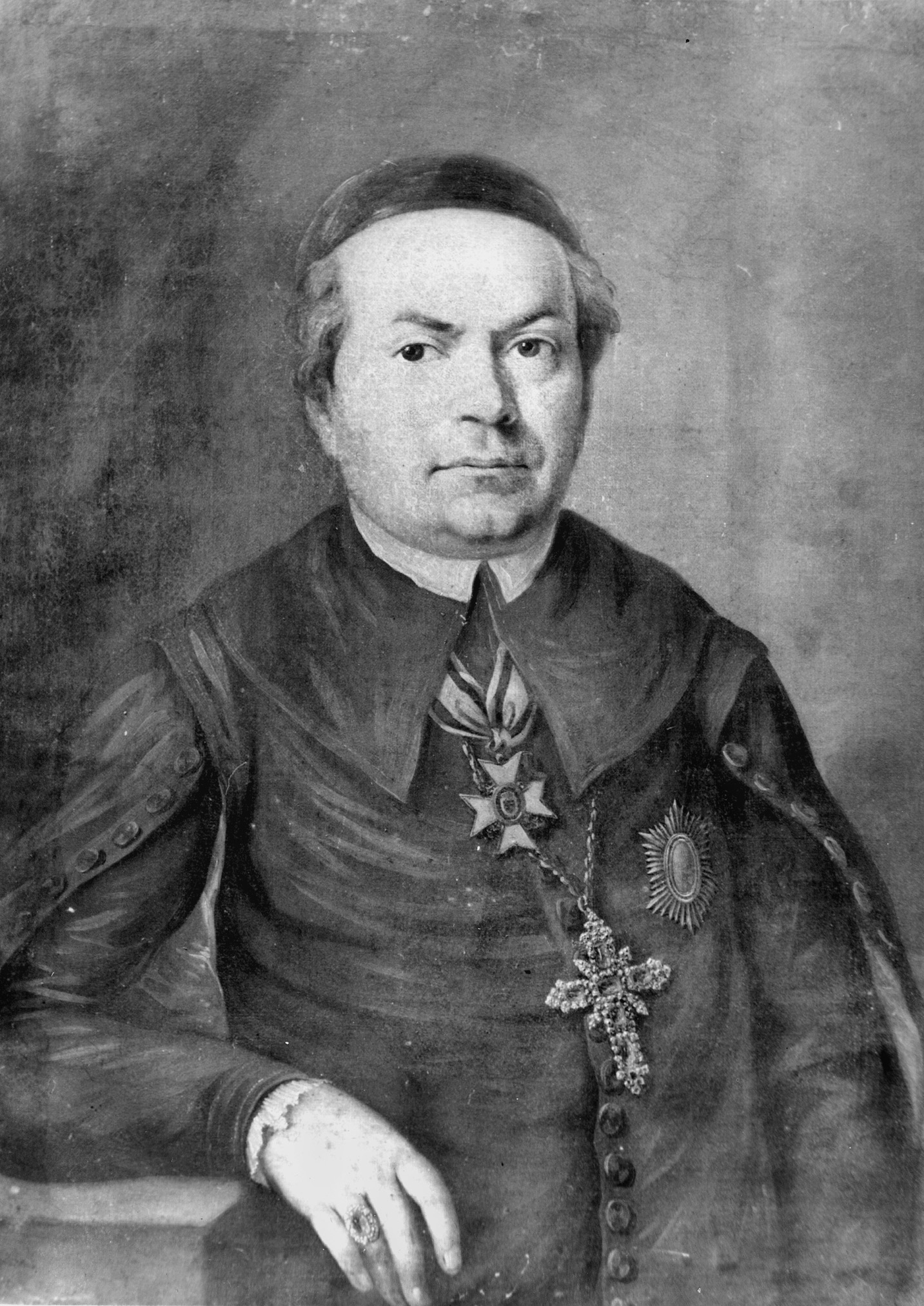
Franc Georg Lock

Franz Georg Lock (obersorbisch Franz Jurij Lok; * 3. Oktober 1751 in Wittichenau; † 7. September 1831 in Bautzen) war von 1796 bis zu seinem Tod Dekan des katholischen Kapitels St. Petri in Bautzen und Apostolischer Präfekt des Bistums Meißen in den beiden Lausitzen. Lock, der auch die Bischofsweihe erhielt, gilt als bedeutendster Vertreter der Aufklärung bei den Sorben und als Unterstützer liberaler Reformbestrebungen in der katholischen Kirche.

## Leben
Franz Georg Lock war der Sohn eines sorbischen Schuhmachermeisters. Auf Empfehlung seines Heimatpfarrers Martin Nugk wurde er 1765 an das Wendische Seminar in Prag geschickt, um in der böhmischen Hauptstadt das Gymnasium und ab 1771 ein Theologiestudium zu absolvieren. 1776 erhielt er ebendort im Veitsdom die Priesterweihe.

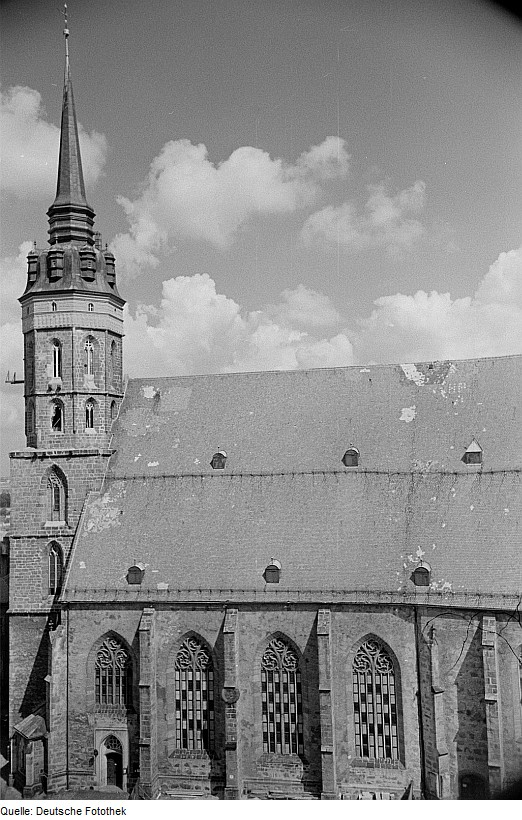
Der Bautzener Petridom, die wichtigste Wirkungsstätte Locks

Martin Nugk, der inzwischen Domdekan geworden war, berief Lock als Domvikar an den Petridom in Bautzen. Dort zeichnete er sich bald als Prediger und Katechet aus. 1796 erhielt er eine Domherrenstelle und wurde noch im selben Jahr zum Dekan des Kapitels gewählt. Damit war er zugleich Präfekt der katholischen Kirche in den beiden Lausitzen. Lock genoss die Wertschätzung des sächsischen Kurfürsten und späteren Königs Friedrich August, der deshalb bei Papst Pius VII. beantragte, ihn zum Bischof weihen zu lassen. Der Papst willigte ein und ernannte Lock 1801 zum Titularbischof von Antigonea; die Bischofsweihe erfolgte im selben Jahr durch Bischof Wenzel Leopold Chlumčanský von Přestavlk in Prag. 1811 unterbreitete Lock dem sächsischen Hof Vorschläge zur Erneuerung eines katholischen Landesbistums in Sachsen. Die Wiedererrichtung des Bistums Meißen unterblieb aber aus finanziellen und politischen Gründen und wurde erst 110 Jahre später ins Werk gesetzt.
1821 unterstellte Papst Pius VII. mit der Bulle De salute animarum die im Zuge des Wiener Kongresses an Preußen gefallenen Teile der Lausitzen dem Erzbistum Breslau. Die Jurisdiktion der Bautzener Präfektur war fortan auf den sächsischen Teil der Oberlausitz beschränkt, sie verlor dadurch aber nur zwei Pfarreien, Neuzelle und Wittichenau, die Heimatgemeinde Locks.
Neben seinen geistlichen Pflichten interessierte sich Bischof Lock vor allem für das Bildungswesen. Er kümmerte sich um die Verbesserung des Schulwesens in den zum Domstift gehörigen Dörfern, wobei er die evangelischen Dorfschulen ebenso förderte wie die katholischen. 1802 verfasste er eine neue Schulordnung für alle Bildungsstätten seines Sprengels. Außerdem ließ der Bischof einige Lehr- und Gebetbücher für die katholische Jugend herausgeben. Besondere Aufmerksamkeit widmete Lock dem Wendischen Seminar in Prag, in dem er selbst ein Jahrzehnt gelebt hatte. Intensiv förderte er dort die Sprachstudien der sorbischen Priesteramtskandidaten. So genehmigte er zum Beispiel ein wöchentliches sprachwissenschaftliches Kolleg, das von dem bedeutenden Slawisten Josef Dobrovský gehalten wurde. Mit ihm stand Lock seit der gemeinsamen Prager Studienzeit in freundschaftlichem Kontakt. 1824 ernannte Lock den tschechischen Bolzano-Schüler Franz Prihonsky (1788–1859) zum Präses des Wendischen Seminars. Die Bibliothek des Prager Instituts vermehrte er durch eigene Ankäufe wie auch durch die Vermittlung von Schenkungen und Nachlässen. Auch die Bibliothek des Domstifts in Bautzen vergrößerte Lock durch zahlreiche Neuerwerbungen. Als theologischer Vertreter der katholischen Aufklärung sammelte er vor allem kirchliche Reformliteratur und pädagogische Arbeiten, aber auch Kinder- und Jugendliteratur. In seinem Auftrag legte der Kanoniker Franz Prihonsky neue Kataloge für die Bibliothek an. 1824 wurde Lock auch Mitglied der Oberlausitzischen Gesellschaft der Wissenschaften.

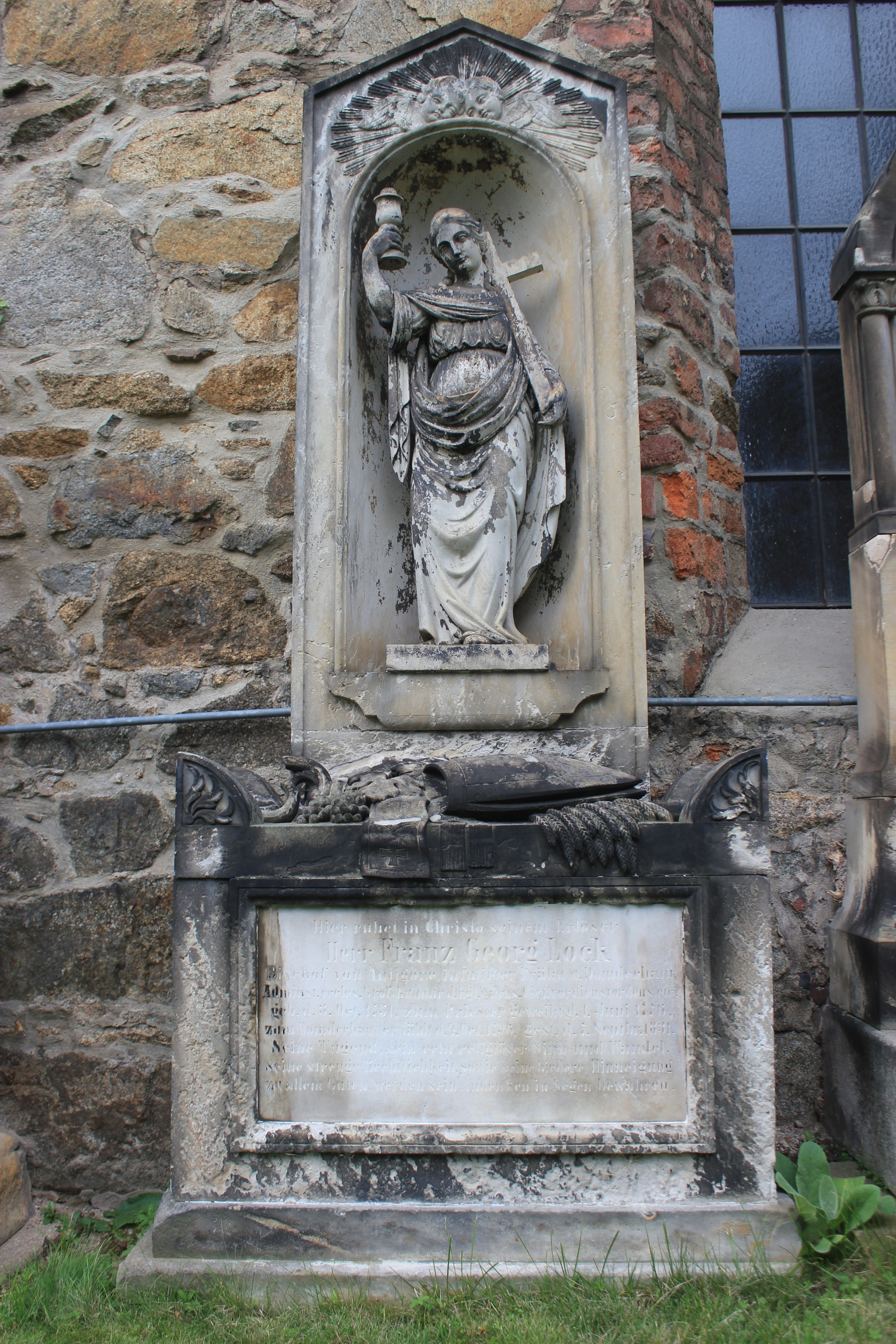
Grabstein von Franz Georg Lock auf dem Bautzener Nikolaifriedhof

1819 weihte Lock den neu ernannten Apostolischen Vikar für Sachsen Ignaz Bernhard Mauermann in Dresden zum Bischof. Dieser wurde 1831 nach dem Tod Locks auch dessen Nachfolger als Domdekan und Präfekt in der Oberlausitz. Franz Georg Lock wurde in Bautzen auf dem Nikolaikirchhof bestattet.
Lock war als liberaler und toleranter Kleriker, als Mann, der nicht viel nach Rom fragte, auch unter den sächsischen Protestanten allgemein anerkannt, was in verschiedenen überschwänglichen Würdigungen zu seinem goldenen Priesterjubiläum und in den Nachrufen zum Ausdruck kam. Diese Hochschätzung wurde von katholischer Seite teilweise mit Argwohn gesehen. Locks Wirkung als katholischer Aufklärer gründet sich vor allem auf seine praktische Arbeit als Bildungsreformer und die Unterstützung reformorientierter Persönlichkeiten wie Bernard Bolzano, Josef Dobrovsky und Franz Prihonsky. Eigene wissenschaftliche Schriften hat Lock nicht hinterlassen; im Bautzener Domstiftsarchiv ist lediglich ein Manuskript Locks überliefert, in dem sich der Bischof mit der Verwendung der Volkssprache in der katholischen Liturgie befasst.